# 신민기 (1980년)
신민기(辛玟起, 1980년 12월 11일 ~ )는 전 KBO 리그 한화 이글스의 내야수이다.

## 선수 시절

### 아마추어 시절
경남고등학교 시절 이영민 타격상을 2회 수상했다.

### 한화 이글스시절
1999년에 2차 3순위 지명을 받았으며, 한양대학교 졸업 후인 2003년에 입단하였다. 데뷔 첫 해 21경기에 출장해 9푼 5리로 부진했으며,  이로 인해 소집 해제돼 복귀 후 입단 5년차까지 주어지는 퓨처스 올스타전 참가 자격을 얻는 해프닝이 있었다. 데뷔 첫 해 이후 1군에 올라오지 못했으며, 2009년 시즌을 끝으로 방출됐다.

## 야구선수 은퇴 후
은퇴한 후 2011년에 창단된 원동중학교 야구부 코치로 활동했다. 본래는 창단 감독을 맡았으나, 학부모와의 이견으로 인해 아버지인 신종세에게 감독직을 넘기고 잠시 물러났다가 코치로 돌아와 2014년까지 맡았다. 2014 시즌 후 롯데 자이언츠의 3군 수비코치로 선임됐다.

## 출신 학교
- 하단초등학교
- 대동중학교
- 경남고등학교
- 한양대학교

## 통산 기록
| 연도 | 팀명  | 타율  | 경기 | 타수 | 득점 | 안타 | 2루타 | 3루타 | 홈런 | 루타 | 타점 | 도루 | 도실 | 볼넷 | 사구 | 삼진 | 병살 | 실책 |
| ---- | ----- | ----- | ---- | ---- | ---- | ---- | ----- | ----- | ---- | ---- | ---- | ---- | ---- | ---- | ---- | ---- | ---- | ---- |
| 2003 | 한화  | 0.095 | 21   | 21   | 2    | 2    | 0     | 0     | 0    | 2    | 1    | 0    | 0    | 0    | 0    | 7    | 0    | 0    |
| 통산 | 1시즌 | 0.095 | 21   | 21   | 2    | 2    | 0     | 0     | 0    | 2    | 1    | 0    | 0    | 0    | 0    | 7    | 0    | 0    |